# Moins qu'une pute
Moins qu'une pute et Romance sont deux récits de l'écrivain français Régis Clinquart, publiés dans un même recueil en 2004 chez Flammarion.
Dans la continuité de son premier roman Apologie de la viande, l'auteur y poursuit son exploration forcenée de la face noire de l'amour.
Moins qu'une pute, cinglante lettre de rupture, et Romance, chronique d'une folle adoration non payée de retour, exposent deux moments contradictoires de la quête amoureuse : la déception d'un homme, et son besoin d'y croire encore.